# Đam (nước)
Đam (chữ Hán: 聃, bính âm: Dān) là một nước chư hầu từng tồn tại vào thời Tây Chu và Xuân Thu trong lịch sử Trung Quốc, nước này được Chu Thành Vương Cơ Tụng phong cho chú ruột mình là Cơ Nhiễm Quý Tái ở khu vực thành phố Khai Phong tỉnh Hà Nam ngày nay.

## Hình thành
Theo Sử Ký Tư Mã Thiên - Chu bản kỷ thì sau khi Chu Vũ Vương Cơ Phát đánh bại Trụ Vương nhà Ân lên ngôi thiên tử có luận công phong hầu, nhưng lúc đó người em thứ 10 cùng mẹ là Nhiễm Quý Tái còn nhỏ chưa có thành tích gì nên không được phân phong. Sau này Nhiễm Quý Tái lớn lên đúng vào giai đoạn "tam giám chi loạn", ông có tham gia cùng Chu Công Đán và một số đại thần khác bình định cuộc chính biến này nên được Chu Thành Vương phong làm vua nước Đam. 

## Diệt vong
Trong suốt thời kỳ Tây Chu nước Đam không có sự kiện đặc biệt gì lớn nên không có thư tịch nào ghi chép nhiều về quốc gia này, đến lúc Chu U Vương bị quân Khuyển Nhung giết chết và Chu Bình Vương phải thiên đô Lạc Ấp thì nước Đam cũng bị ảnh hưởng bởi sự quấy rối của man tộc mà buộc phải chuyển dời đến địa phận thành phố Kinh Môn tỉnh Hồ Bắc ngày nay. Khi chư hầu nổi dậy xưng hùng xưng bá thì các quân chủ nước Đam hễ thấy phe nào mạnh thì theo còn yếu thì bỏ, tóm lại tầm ảnh hưởng của nước Đam đối với cuộc tranh giành địa vị ở Trung Nguyên là quá nhỏ. Đến giữa thời Xuân Thu nước Đam không chống nổi sức mạnh quân sự của nước Sở mà phải chịu diệt vong, không rõ sau khi Nhiễm Quý Tái mất thì nước Đam truyền nối được thêm bao nhiêu thế hệ.